# 44e cérémonie des Tony Awards
La 44e cérémonie des Tony Awards a eu lieu le 3 juin 1990 au Lunt-Fontanne Theatre de Broadway et fut retransmise sur CBS. La cérémonie récompensait les productions de Broadway en cours pendant la saison 1990-1991.

## Cérémonie
La cérémonie a été présentée par Kathleen Turner.

### Prestations
Le thème de l'année, "The Year of the Actor," fut marquée par l'utilisation de monologues de As You Like It (Morgan Freeman); Hamlet (Kevin Kline); Long Day's Journey Into Night (Len Cariou); The Royal Family (Geraldine Fitzgerald); The Tempest (Philip Bosco).
Lors de la soirée, plusieurs personnalités se sont succédé pour la présentation des prix dont ; Philip Bosco, Matthew Broderick, Len Cariou, Dixie Carter, Michael Crawford, Sandy Duncan, Morgan Freeman, Helen Hayes, Dustin Hoffman, James Earl Jones, Kevin Kline, Linda Lavin, Bernadette Peters, Christopher Reeve, Joan Rivers, Ron Silver, Jessica Tandy, Lily Tomlin.
Plusieurs spectacles musicaux présentèrent quelques numéros en live :
- Aspects of Love ("Love Changes Everything" - la troupe)
- City of Angels ("What You Don't Know About Women" - Kay McClelland et Randy Graff / "You're Nothing Without Me" - Gregg Edelman et James Naughton)
- Grand Hotel ("We'll Take a Glass Together" - Michael Jeter, Brent Barrett et la troupe)
- Meet Me in St. Louis ("Banjos"/"The Boy Next Door"/"The Trolley Song"/"Meet Me in St. Louis"- la troupe)
- Les Raisins de la colère (Scène avec Gary Sinise, Lois Smith et la troupe)
- Lettice and Lovage (Scène avec Maggie Smith et Margaret Tyzack)
- The Piano Lesson (la troupe)
- Prelude to a Kiss (Scène avec Timothy Hutton, Mary-Louise Parker, Barnard Hughes et la troupe)

## Palmarès
| Meilleure pièce | Meilleure comédie musicale |
| --- | --- |
| - Les Raisins de la colère – Frank Galati - Lettice and Lovage – Peter Shaffer - Prelude to a Kiss – Craig Lucas - The Piano Lesson – August Wilson | - City of Angels - Aspects of Love - Grand Hotel - Meet Me in St. Louis |
| Meilleure reprise d'une pièce | Meilleur livret de comédie musicale |
| - Gypsy - Sweeney Todd - The Circle - Le Marchand de Venise | - Larry Gelbart – City of Angels - Andrew Lloyd Webber – Aspects of Love - Luther Davis – Grand Hotel - Hugh Wheeler – Meet Me in St. Louis |
| Meilleur acteur dans une pièce | Meilleure actrice dans une pièce |
| - Robert Morse – Tru dans le rôle de Truman Capote - Charles S. Dutton – The Piano Lesson dans le rôle de Boy Willie - Dustin Hoffman – Le Marchand de Venise dans le rôle de Shylock - Tom Hulce – A Few Good Men dans le rôle de LTJG Daniel A. Kaffee                                                         | - Maggie Smith – Lettice and Lovage dans le rôle de Lettice Douffet - Geraldine James – Le Marchand de Venise dans le rôle de Portia - Mary-Louise Parker – Prelude to a Kiss dans le rôle de Rita Boyle - Kathleen Turner – La Chatte sur un toit brûlant dans le rôle de Maggie Pollitt |
| Meilleur acteur dans une comédie musicale | Meilleure actrice dans une comédie musicale |
| - James Naughton – City of Angels dans le rôle de Stone - David Carroll – Grand Hotel dans le rôle de Felix Von Gaigern - Gregg Edelman – City of Angels dans le rôle de Stine - Bob Gunton – Sweeney Todd dans le rôle de Sweeney Todd                                                                          | - Tyne Daly – Gypsy dans le rôle de Mama Rose - Georgia Brown – L'Opéra de quat'sous dans le rôle de Celia Peachum - Beth Fowler – Sweeney Todd dans le rôle de Mrs. Lovett - Liliane Montevecchi – Grand Hotel dans le rôle d'Elizaveta Grushinskaya                                     |
| Meilleur acteur de second rôle dans une pièce | Meilleure actrice de second rôle dans une pièce |
| - Charles Durning – La Chatte sur un toit brûlant dans le rôle de Big Daddy - Rocky Carroll – The Piano Lesson dans le rôle de Lymon - Terry Kinney – Les Raisins de la colère dans le rôle de Jim Casy - Gary Sinise – Les Raisins de la colère dans le rôle de Tom Joad                                        | - Margaret Tyzack – Lettice and Lovage dans le rôle de Lotte Schoen - Polly Holliday – La Chatte sur un toit brûlant dans le rôle de Big Mama - S. Epatha Merkerson – The Piano Lesson dans le rôle de Berniece - Lois Smith – Les Raisins de la colère dans le rôle de Ma                |
| Meilleur acteur de second rôle dans une comédie musicale | Meilleure actrice de second rôle dans une comédie musicale |
| - Michael Jeter – Grand Hotel dans le rôle d'Otto Kringelein - René Auberjonois – City of Angels dans le rôle d'Irwin S. Irving - Kevin Colson – Aspects of Love dans le rôle de George Dillingham - Jonathan Hadary – Gypsy dans le rôle d'Herbie                                                               | - Randy Graff – City of Angels dans le rôle d'Oolie/Donna - Jane Krakowski – Grand Hotel dans le rôle de Freida Flamm/Flaemmchen - Kathleen Rowe McAllen – Aspects of Love dans le rôle de Giulietta Trapani - Crista Moore – Gypsy dans le rôle de Louise                                |
| Meilleure partition originale | Meilleure chorégraphie |
| - City of Angels – Cy Coleman (musique) David Zippel (paroles) - Aspects of Love – Andrew Lloyd Webber (musique) Don Black et Charles Hart (paroles) - Grand Hotel – Robert Wright, George Forrest et Maury Yeston (musique et paroles) - Meet Me in St. Louis – Hugh Martin et Ralph Blane (musique et paroles) | - Tommy Tune – Grand Hotel - Joan Brickhill – Meet Me in St. Louis - Graciela Daniele et Tina Paul – Dangerous Games |
| Meilleure mise en scène pour une pièce | Meilleure mise en scène pour une comédie musicale |
| - Frank Galati – Les Raisins de la colère - Michael Blakemore – Lettice and Lovage - Peter Hall – Le Marchand de Venise - Lloyd Richards – The Piano Lesson | - Tommy Tune – Grand Hotel - Michael Blakemore – City of Angels - Trevor Nunn – Aspects of Love - Susan H. Schulman – Sweeney Todd |
| Meilleurs décors | Meilleurs costumes |
| - Robin Wagner – City of Angels - Alexandra Byrne – Some Americans Abroad - Kevin Rigdon – Les Raisins de la colère - Tony Walton – Grand Hotel | - Santo Loquasto – Grand Hotel - Theoni V. Aldredge – Gypsy - Florence Klotz – City of Angels - Erin Quigley – Les Raisins de la colère |
| Meilleures lumières | |
| - Jules Fisher – Grand Hotel - Paul Gallo – City of Angels - Paul Pyant et Neil Peter Jampolis – La Descente d'Orphée - Kevin Rigdon – Les Raisins de la colère | |

## Autres récompenses
Le Regional Theatre Tony Award a été décerné au Seattle Repertory Theatre. The Tony Honor Award fut décerné à Alfred Drake.